# Пьямарта, Джованни Баттиста
Святой Джованни Баттиста Пьямарта (итал. Giovanni Battista Piamarta, 26 ноября 1841, Брешиа, Ломбардо-Венецианское королевство — 25 апреля 1913, Ремеделло, Ломбардия) — итальянский католический священник и педагог. В 1900 году основал «Конгрегацию Святого Семейства Назарета» (также известны как назаретанцы), которая занималась продвижением христианского образования на итальянском полуострове.

## Жизнь
Родился в Брешии 26 ноября 1841 года в бедной семье цирюльника. В девятилетнем возрасте потерял мать и проводил время в городских трущобах. Его дед по материнской линии помог выжить и отправил внука в Ораторий Святого Фомы. Благодаря священнику из прихода Валлио-Терме поступил в епархиальную семинарию.
Рукоположен в священники 23 декабря 1865 года и назначен священником в приходе Карзаго-Ривьера (Бедиццоле). Посвятил 20 лет напряжённой пастырской работе; его запомнили как «ревностного, превосходного [священника] без изъяна». Переведён в приход Святого Александра, а затем назначен пастором Павоне-дель-Мелла. Брешиа находилась в процессе индустриализации, и Пьямарта остро переживал трудности и надежды обездоленных подростков из-за личного опыта жизни на улице в детстве.
В декабре 1886 года основал «Институт Артиджанелли» для профессионального и христианского образования беднейших детей и подростков. Благодаря ему многие подростки получили адекватное техническое образование. В 1889 году основал сельскохозяйственное поселение в Ремеделло. В марте 1900 года основал «Конгрегацию Святого Семейства Назарета», чтобы предоставлять техническое христианское образование по всему миру. Работа Пьямарты с брешианской типографией и издательством Queriniana помогла Брешии стать европейским центром католических публикаций.
Скончался 25 апреля 1913 года в Ремеделло в возрасте 71 года.

## Почитание
25 марта 1963 года папа Иоанн XXIII объявил Пьямарту слугой Божьим. Папа Иоанн Павел II провозгласил его досточтимым 22 марта 1986 года и беатифицировал его в соборе Святого Петра 12 октября 1997 года. Канонизирован папой Бенедиктом XVI 21 октября 2012 года.
День памяти — 25 апреля.